# Magon I.
Magon I. (punsko 𐤌𐤂𐤍, latinizirano: MGN
) je bil od leta 550 pr. n. št. do 530 pr. n. št. kralj starodavne Kartagine in ustanovni monarh kartažanske dinastije Magonidov. Magon je bil sprva general. Med njegovo vladavino je Kartagina postala prevladujoča feničanska kolonija v zahodnem Sredozemlju. 

## Vladanje
Pod Magonom I. se je Kartagina uveljavila kot prevladujoča feničanska vojaška sila v zahodnem Sredozemlju. Ostala je gospodarsko odvisna od Tira, vendar je delovala vse bolj neodvisno. Eden od Magonovih političnih dosežkov je bilo zavezništvo z Etruščani proti antični Grčiji. Zavezništvo je trajalo približno do takrat, ko je Rim izgnal etruščanske kralje. Magon je deloval  tudi na Siciliji.
Leta 546 pr. n. št. so Fokajci, ki so bežali pred perzijsko invazijo, ustanovili Alalijo na Korziki in začeli ropati etruščanske in punske trgovske ladje. Med letoma 540 in 535 pr. n. št. so Kartažani skupaj z Etruščani po bitki pri Alaliji pregnali Grke s Korzike. Etruščani so prevzeli nadzor nad Korziko, Kartagina pa se je osredotočila na Sardinijo in preprečevala naseljevanje Grkov. Poraz Grkov pri Alaliji je dokončno ustavil njihovo širitev proti zahodu. 
Sledila je vojna s grško Massalijo. Kartagina je izgubila vse bitke, vendar ji je uspelo obdržati  feničansko Španijo in zapreti Gibraltarski preliv za grške ladje. Masalci so obdržali svoje španske kolonije v vzhodni Iberiji nad rtom Nao. Južna Španija je bila za Grke zaprta. Kartažani so v podporo feničanski koloniji  Gades v Španiji  do leta 530 pr. n. št. z oboroženim spopadom ali prekinitvijo grške trgovine povzročili propad Tartešanov v južni Španiji. 
Perzijci so takrat zavzeli Cirenajko, Kartagina pa se je morda izognila napadu Perzijcev, ker Feničani leta 525 pr. n. št. niso hoteli posoditi svojih ladij Kambizu II. za njegovo afriško ekspedicijo. Kartagina je velikemu perzijskemu kralju morda plačevala davek, vendar verjetno ne redno. Vloga Kartagine v bitki pri Kumah leta 524 pr. n. št., po kateri je etruščanska moč v Italiji začela pešati, ni znana. 

## Vir
- Huss, Werner (1985), Geschichte der Karthager, Munich: C.H. Beck, ISBN 9783406306549. (nemško)